# Mejit
Mejit (ang. Mejit Island, marsz. Mājej) – niewielka wysepka w łańcuchu wysp Ratak Chain Wysp Marshalla na Oceanie Spokojnym.
Wyspa została odkryta przez hiszpańskiego konkwistadora Miguela Lópeza de Legazpi (1502–1572) w 1565 roku.
W latach 1964–1967 na wyspie stwierdzono występowanie 17 gatunków roślin i 5 gatunków ptaków, m.in. występował tu albatros ciemnolicy – notowany jedynie na tej wyspie spośród wszystkich Wysp Marshalla. 
Na wyspie znajduje się port lotniczy Mejit (kod IATA: NMU).